# 新しいシャツ (高橋洋子の曲)
「新しいシャツ」（あたらしいシャツ）は、高橋洋子の13枚目のシングル。1996年10月2日にキティエンタープライズから発売された。

## 概要
- 表題曲の「新しいシャツ」は、大貫妙子の楽曲のカバーであり、オリジナルは大貫の4thアルバム『ROMANTIQUE』に収録されている[1]。TBS系バラエティ番組『山田邦子のしあわせにしてよ』のエンディングテーマとして使用された[2]。高橋は、この曲をカバーした経緯を「大貫妙子が好きで、どうしても歌いたい」と述べている[3]。
- カップリングの「ウェンディーの瞳」は大貫妙子のカバーではなく、オリジナルの楽曲である。テレビ東京系列『情報レストラン』のエンディングテーマとして使用された[2]。

## 収録曲
1. 新しいシャツ [4:28]
作詞・作曲：大貫妙子、編曲：森俊之
  - TBS系『山田邦子のしあわせにしてよ』エンディングテーマ[2]
2. ウェンディーの瞳 [4:07]
作詞：並河祥太、作曲：松本俊明、編曲：鳥山雄司
  - テレビ東京系『情報レストラン』エンディングテーマ[2]
3. 新しいシャツ (オリジナル・カラオケ) [4:26]

## 参加ミュージシャン
- キーボード：森俊之（#1）
- プログラミング：森俊之（#1）、鳥山雄司（#2）
- ギター：古川昌義（#1）、鳥山雄司（#2）
- ベース：細木隆広（#1）
- マニピュレーション：百々政幸（#1）

## 収録アルバム
| 曲名             | 収録アルバム                        | 発売日         | 規格品番  | トラック番号 |
| ---------------- | ----------------------------------- | -------------- | --------- | ------------ |
| 新しいシャツ     | 『Living with joy』                 | 1996年10月25日 | KTCR-1401 | #1           |
| 新しいシャツ     | 『BEST PIECES II』                  | 1999年2月24日  | KTCR-1626 | #2           |
| 新しいシャツ     | 『エッセンシャル・ベスト 高橋洋子』 | 2007年12月19日 | UPCY-9143 | #13          |
| 新しいシャツ     | 『YOKO SINGS FOREVER』              | 2017年3月22日  | UPCY-7259 | #5           |
| ウェンディーの瞳 | 『Living with joy』                 | 1996年10月25日 | KTCR-1401 | #6           |
| ウェンディーの瞳 | 『BEST PIECES II』                  | 1999年2月24日  | KTCR-1626 | #11          |
| ウェンディーの瞳 | 『高橋洋子 ベスト10』               | 2007年1月17日  | UPCY-9080 | #6           |
| ウェンディーの瞳 | 『高橋洋子 ベストセレクション』     | 2008年11月7日  | TRUE-1004 | #6           |